# خانواده فیبلمن (موسیقی متن)
خانواده فیبلمن (موسیقی متن اصلی فیلم) یک آلبوم موسیقی فیلمی به همین نام محصول سال ۲۰۲۲ به کارگردانی استیون اسپیلبرگ است. آهنگسازی این آلبوم توسط جان ویلیامز انجام شده‌است. او این آلبوم را در بیست و نهمین و آخرین همکاری سینمایی خود با اسپیلبرگ ساخته‌است. این آلبوم همچنین آخرین آهنگسازی ویلیامز برای یک فیلم (به‌همراه ایندیانا جونز و گردانه سرنوشت) است که او پیش از بازنشستگی انجام می‌دهد. موسیقی متن این فیلم به‌صورت دیجیتال در ۱۱ نوامبر ۲۰۲۲ توسط سونی کلاسیک و در فرمت سی‌دی فیزیکی در ۹ دسامبر ۲۰۲۲ منتشر شد.

## تولید
ضبط موسیقی این آلبوم در مارس ۲۰۲۲، پس از اجرای کنسرت ویلیامز در فیلارمونیک وین آغاز شد. در ماه ژوئیه، تصاویری از جلسات ضبط توسط یکی از عوامل فیلم فاش شد و نشان داد که آهنگسازی این فیلم در حال انجام است. ویلیامز، همراه با سبک معمول ارکسترال خود، سبکی از موسیقی را انتخاب کرد که بیشتر بر روی پیانو تکیه داشت و جوآن پیرس مارتین، پیانیست اصلی فیلارمونیک لس آنجلس، تکنوازی پیانوی این آلبوم را بر عهده دارد. علاوه بر این، این فیلم حاوی قطعاتی از موسیقی کلاسیک است که توسط خود اسپیلبرگ انتخاب شده‌اند و برخی از آنها توسط میتزی فیبلمن (با بازی میشل ویلیامز) در فیلم بر روی پیانو اجرا شده‌است. این قطعات آثار آهنگسازانی نظیر فردریش کوهلاو، موتزیو کلمنتی، یوهان سباستیان باخ و جوزف هایدن هستند.

## بازخوردها

### بازخورد منتقدان
آهنگسازی جان ویلیامز در این آلبوم مورد تحسین منتقدان قرار گرفته‌است و برخی آن را «یکی از بهترین موسیقی‌های او» نامیده‌اند. لیا گرینبلات از انترتینمنت ویکلی آن را «آهنگی عالی و درخشان» نامیده‌است. جریکو تادئو از مووی‌وب نوشته‌است: «آهنگسازی جان ویلیامز، اثری دیگر در رابطهٔ کاری پایدار با اسپیلبرگ، ضربان قلب موسیقی خانواده فیبلمن است، که در آن واحد، هنگامی که وقت آن فرا می‌رسد، باشکوه و زمزمه‌کننده است». جدا از تمجید از موسیقی ویلیامز، پیت هاموند، نویسندهٔ ددلاین هالیوود، استفاده از آهنگ‌های پاپ آن زمان مانند «پیاده‌روی» و «بدرود دنیای ظالم» را که «واقعاً ما را به‌همراه خود اسپیلبرگ به آن دوران می‌برد»، تحسین کرد. راس بونیم نیز این آلبوم را «متحرک بالفطره» نامید. جی. دان بیرنام از بلو د لاین نیز نوشت که جان ویلیامز «موسیقی تازهٔ دیگری را ارائه می‌دهد که به‌طور یکپارچه در فرایندها ادغام می‌شود». وبگاه جوبلودات‌کام نوشت: «جان ویلیامز آهنگسازی [بخش‌های] پراکنده‌ای را انجام داده‌است و آهنگسازی بسیاری از [بخش‌های] فیلم با نوازندگی پیانو توسط میتزی انجام شده‌است.» روبن بارون از لوپر آهنگسازی پایانی ویلیامز را «عالی» ذکر کرده‌است.

### بازخورد اهالی صنعت
با بازخوردهای انتقادی قوی خانواده فیبلمن در نخستین نمایش آن در جشنوارهٔ بین‌المللی فیلم تورنتو، احتمال نامزد شدن این فیلم در مراسم‌های مهم توسط رسانه‌ها و صنعت برجسته شد و ویلیامز نامزدی نهایی بهترین موسیقی متن را در نود و پنجمین دوره جوایز اسکار را دریافت کرد. گلددربی پیش‌بینی کرده‌است که آهنگسازی ویلیامز به‌عنوان مدعی اصلی این گروه در نظر گرفته می‌شود، در حالی که احتمال پیروزی را نیز پیش‌بینی کرده‌است. ایندی‌وایر گزارش داده‌است که آهنگسازی ویلیامز در فهرست نهایی قرار خواهد گرفت؛ چرا که شرط واجد شرایط بودن برای آهنگی که از محتوای ضبط‌شدهٔ از پیش موجود تشکیل شده باشد، به ۳۵ درصد کاهش یافته‌است. آلبوم موسیقی متن این فیلم شامل قطعات کلاسیک از چندین آهنگساز در دهه‌های ۱۹۵۰ و ۱۹۶۰ است. این قانون به نفع نامزدی احتمالی موسیقی این فیلم خواهد بود. ورایتی همچنین موسیقی ویلیامز را یکی از مدعیان مهم برای جایزهٔ بهترین موسیقی متن در هشتادمین دورهٔ جوایز گلدن گلوب دانسته‌است.

## فهرست قطعات
| خانواده فیبلمن (موسیقی متن اصلی فیلم) | خانواده فیبلمن (موسیقی متن اصلی فیلم)                                                          | خانواده فیبلمن (موسیقی متن اصلی فیلم) | خانواده فیبلمن (موسیقی متن اصلی فیلم) | خانواده فیبلمن (موسیقی متن اصلی فیلم) |
| شماره                                 | نام                                                                                            | نویسنده(ها)                           | هنرمند(ها)                            | مدت                                   |
| ------------------------------------- | ---------------------------------------------------------------------------------------------- | ------------------------------------- | ------------------------------------- | ------------------------------------- |
| ۱.                                    | «خانواده فیبلمن»                                                                               | جان ویلیامز                           | ویلیامز                               | ۲:۱۳                                  |
| ۲.                                    | «رقص میتزی»                                                                                    | ویلیامز                               | ویلیامز                               | ۲:۰۵                                  |
| ۳.                                    | «سوناتینا در لا مینور، اپوس ۸۸ شماره ۳: ۳. آلگرو بورلسکو»                                      | فردریک کوهلاو                         | جوآن پیرس مارتین                      | ۱:۵۱                                  |
| ۴.                                    | «ندای نیمه‌شب»                                                                                  | ویلیامز                               | ویلیامز                               | ۲:۲۳                                  |
| ۵.                                    | «خیال»                                                                                         | ویلیامز                               | ویلیامز                               | ۱:۴۴                                  |
| ۶.                                    | «مادر و پسر»                                                                                   | ویلیامز                               | ویلیامز                               | ۲:۲۸                                  |
| ۷.                                    | «سوناتینا در دو ماژور، اپوس ۳۶ شماره ۳: اسپیریتوسو»                                            | موتزیو کلمنتی                         | مارتین                                | ۱:۵۸                                  |
| ۸.                                    | «بازتاب‌ها»                                                                                     | ویلیامز                               | ویلیامز                               | ۲:۰۲                                  |
| ۹.                                    | «کنسرتو در ر مینور، BWV ۹۷۴: ۲. آداگیو»                                                        | یوهان سباستیان باخ                    | مارتین ویلیامز                        | ۳:۴۶                                  |
| ۱۰.                                   | «خانه جدید»                                                                                    | ویلیامز                               | ویلیامز                               | ۲:۲۸                                  |
| ۱۱.                                   | «نامه»                                                                                         | ویلیامز                               | ویلیامز                               | ۲:۰۸                                  |
| ۱۲.                                   | «سفر آغاز می‌شود (حاوی گزیده‌ای از سونات شماره ۴۸ در دو ماژور، HOB. XVI: ۳۵: ۱. آلگرو کون بریو)» | ویلیامز یوزف هایدن                    | ویلیامز                               | ۶:۰۸                                  |
| مجموع مدت:                            | مجموع مدت:                                                                                     | مجموع مدت:                            | مجموع مدت:                            | ۳۱:۱۴                                 |

## عوامل
عوامل گرفته‌شده از یادداشت‌های حاشیهٔ سی‌دی.
- جان ویلیامز – آهنگساز، تهیه‌کننده، رهبر ارکستر
- رامیرو بلگارت – تهیه‌کننده، تدوینگر موسیقی
- شاون مورفی – ضبط، میکس
- جوآن پیرس مارتین – تکنوازی پیانو